# Книги песен Средневековья
Кни́ги пе́сен Средневеко́вья и Возрождения, на романских языках часто похожим образом называемые Кансьоне́ро (исп. Cancionero), Кансьоне́йру (порт. Cancioneiro), Канцонье́ре (итал. Canzoniere), Шансонье́ (фр. Chansonnier) — рукописные или печатные сборники поэзии, преимущественно любовной, составлявшиеся в XII—XVI веках в Испании, Португалии, Италии, а также Франции и Германии.

## Общие сведения
Кансьонеро, Кансьонейру, Канцоньере, Шансонье (буквальный перевод — «книга песен, песенник»), называют средневековые сборники поэзии, преимущественно любовной, но иногда сатирической, политической, религиозной или иной. Они составлялись в Испании, Португалии, Италии, а также Франции и Германии в XII—XVI веках.
Сборники издавались на деньги покровителей поэтов и содержали работы, либо одного автора, как например, Канцоньере Франческо Петрарки, либо разных. В последнем случае, выбор определялся лишь эстетическим вкусом составителей и спонсоров.
Заглавием стихов обычно служили инципиты, то есть, начальные слова текста. Приблизительно до 20-х годов XV века, сборники могли одновременно включать и религиозные, и светские стихи. Позже, постепенно появилась специализация.
Книги песен Средневековья донесли до нашего времени тексты, а иногда и мелодии, исполнявшиеся средневековыми трубадурами, труверами, миннезангами. Всего известно около 2 600 стихов или их фрагментов, принадлежащих порядка 450 авторам.

## Некоторые из средневековых книг песен

### Испания
- Llibre Vermell de Montserrat (рус. Красная книга монастыря Монсеррат) — рукопись XIV века из бенедиктинского монастыря Монсеррат, находящегося недалеко от Барселоны. Известна тем, что содержит десять музыкальных сочинений на 1-3 голоса. Эпитет «красная» объясняется цветом переплёта, который рукопись получила в XIX веке. Первоначально текст содержал 172 листа. После пожара, устроенного в 1811 году войсками Наполеона Бонапарта, сохранилось лишь 137 листов. Содержание весьма разнообразно: это сведения о жизни монастыря и останавливавшихся в нём паломников, повествования о чудесах, призывы к набожной жизни, папские буллы, а также, паралитургические, не предназначенные для богослужения, духовные песни. Последние должны были развлечь паломников монастыря, заменяя привычные им народные, чьё содержание могло быть не слишком религиозным[4].
- Песенник Колумбовой библиотеки — ориентировочно датируется 1460—1480 гг. Хранится в Кафедральном соборе Севильи. первоначально состоял из 106 тетрадей, 8 из которых утрачены. Репертуар представлен разнообразными музыкальными жанрами — народные песни, вильянсико, романсы, энсалады. Многие вильянсико и песни духовного содержания, в основном посвящены деве Марии. Два сочинения написаны на французском языке, 12 представляют собой литургические композиции на латыни. Также имеются идут две короткие версии «Сивиллиной песни» на кастильском — под номерами 73 (El Cant de la Sibilla) и 91 (Juysio fuerte será dado).
- Cancionero de Palacio (рус. Дворцовый песенник) — ориентировочно датируется 1470—1520 гг. Хранится в Национальной библиотеке Испании. Рукопись содержит 458 пьес в различных жанрах вокальной музыки, преимущественно на испанские стихи, но имеется несколько сочинений на латинском, французском, каталонском и португальском. Тематика и стилистика музыки в Песеннике чрезвычайно пёстрая: паралитургические песни, пасторали, вильянсико, народные песни, романсы. Исполнительский состав, по большей части — один голос с инструментальным аккомпанементом. Реже встречаются развитые полифонические композиции на 2-4 голоса[3].
- Cancionero de Uppsala[исп.] (Cancionero del Duque de Calabria, Cancionero de Venecia; рус. Песенник Венеции, герцога Калабрийского, Уппсалы) — сборник испанской музыки по большей части неустановленного авторства, опубликованный в Венеции в 1556 году. Его точное название - "Villancicos de diversos autores, a dos, y a tres, y a quatro, y a cinco bozes, agora nuevamente corregidos. Ay mas ocho tonos de Canto llano, y ocho tonos de Canto de Organo para que puedam aprovechar los que a cantar començaren."

### Португалия
- Песенник Национальной библиотеки — рукопись первой четверти XVI века и один из трёх основных сохранившихся средневековых сборников светских кантиг на галисийско-португальском языке. Современное название песенника происходит от места его хранения — Национальной библиотеки Португалии в Лиссабоне.
- Песенник библиотеки Ватикана (порт. Cancioneiro da Vaticana) — состоит из 228 тетрадей с 1205 произведениями XIII и XIV веков на галисийско-португальском языке. Как и Песенник Национальной библиотеки, был скопирован с более ранней рукописи примерно в 1525 году в Риме, стараниями итальянского гуманиста Анджело Колоччи. В 1840 году обнаружен в хранилищах Ватикана.
- Cancioneiro da Ajuda (рус. Песенник Ажуда) — сборник светских кантиг конца XIII века, являющийся самым старым из сохранившихся на галисийско-португальском языке[5]. Название песенника происходит от места его хранения — библиотеки дворца Ажуда (порт. Palácio Nacional da Ajuda) в Лиссабоне. Стихи записаны на пергаменте готическим шрифтом и не содержат нотаций[6]. Все кантиги манускрипта относятся к куртуазной поэзии, были созданы под влиянием провансальских трубадуров до правления короля Диниша I. Сборник содержит преимущественно любовную лирику. Из общего числа 310 кантиг в манускрипте представлены 295 песен о любви, 4 песни насмешки и злословия и 11 кантиг неопределённого жанра[7].

### Италия
- Canzoniere (рус. Книга песен) — рукопись XIV века, наиболее значимое сочинение Петрарки на итальянском языке, включившее стихи посвящённые Лауре и написанные в промежутке 1327—1368 годов. Оригинальный заголовок сборника латинский: Rerum vulgarium fragmenta (рус. Разрозненные стихи на итальянские темы)[8]. Книга состоит из 366 никак не озаглавленных отдельных стихотворений: 317 сонетов, 29 канцон, 9 секстин, 7 баллад и 4 мадригалов. Кроме любовной лирики затронуто несколько иных тем, преимущественно политического и религиозного содержания.
- «Сто песен гармонической музыки»[англ.] (лат. Harmonice Musices Odhecaton) — антология светских многоголосных песен, опубликованная Оттавиано Петруччи в 1501 году в Венеции.

### Франция
- Chansonnier Cordiforme (рус. Книга песен любви) — рукопись, созданная в Савойе между 1460 и 1477 годами. Является частью коллекции Анри де Ротшильда. В настоящее время хранится в Национальной библиотеке Франции. Включает в себя 43 песни Гийома Дюфаи, Жиля Беншуа, Йоханнеса Окегема, Антуана Бюнуа и ряда других авторов[9].
- Manuscrit du Roi (рус. Королевская рукопись) — манускрипт середины XIII века. Хранится в Национальной библиотеке Франции. Содержит более 600 песен, написанных преимущественно между концом XII и началом XIII века. Авторами некоторых являются знаменитые трубадуры или труверы, как, например, Ришар де Фурниваль. Создание книги приписывается Карлу I Анжуйскому[2].

### Германия
- Манесский кодекс или Большой Гейдельбергский Рукописный Песенник (нем. Große Heidelberger Liederhandschrift)[10], хранящийся в библиотечном собрании Гейдельбергского университета. Сборник включает стихи 140 средневековых поэтов, снабжён их портретами размером в целую страницу. Очерёдность авторов соответствует их сословному положению. Текст выполнен на 426 пергаменных листах размером 35,5×25 см в готическом шрифтовом стиле текстуры на средневерхненемецком языке. Знаки препинания практически отсутствуют, заглавное начертание букв используется в начале каждого абзаца. Рукопись охватывает творчество средневековых лириков во всём его многообразии видов и форм (песни, лэ и др.), начиная с первых образцов светской песенной культуры (Кюренберг, 1150—1160 гг.) до конца XIII века. Нотные записи мелодий к текстам не сохранились[11].